# Mère Noël
 (décembre 2022).
Si vous disposez d'ouvrages ou d'articles de référence ou si vous connaissez des sites web de qualité traitant du thème abordé ici, merci de compléter l'article en donnant les références utiles à sa vérifiabilité et en les liant à la section « Notes et références ».

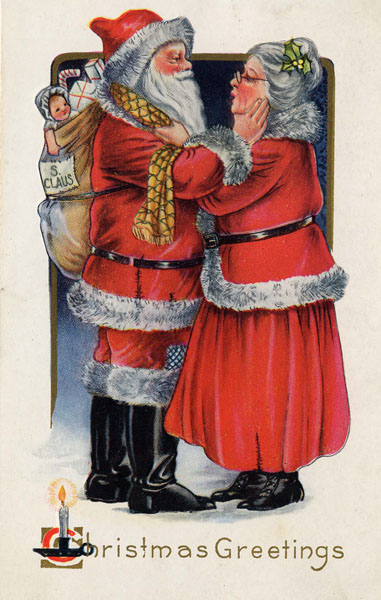
Le père et la mère Noël (carte postale de 1919).

La mère Noël, ou Mrs Claus (« madame Noël ») dans la culture anglophone, est un personnage fictif traditionnel majeur, qui existe indépendamment du père Noël et a son histoire propre. On retrouve sa présence dans la légende suivante : "les Rois Mages auraient frappé à la porte d’une femme pour lui proposer de venir avec eux apporter des cadeaux à Jésus. Celle-ci aurait refusé, mais quelques instants après se serait ravisée. Elle aurait rempli un sac de cadeaux et se lance sur la route pour les rattraper, sans succès. Elle croisera des enfants qui n’arriveront pas à l’aider et auxquels elle distribuera les cadeaux en guise de remerciement. C’est elle qui, depuis, revient chaque année".
Dans la culture populaire, elle ne se mariera avec le père Noël qu'au début du 19e siècle. Elle est généralement présentée comme une femme âgée, corpulente, aimable et patiente. Son image oscille entre la femme au foyer qui prépare des biscuits et entre la femme responsable qui sauve Noël et participe à la distribution des cadeaux. Elle apparaît fréquemment dans les dessins animés, livres pour enfants et sur les cartes de vœux.

## Littérature
La femme du Père Noël est mentionnée pour la première fois dans l'histoire courte Une légende de Noël (1849), par James Rees, un missionnaire chrétien basé à Philadelphie. Dans l'histoire, un vieil homme et une femme, voyageant tous deux avec des paquets sur le dos, sont accueillis dans une maison la veille de Noël. Le lendemain matin, les enfants de la maison trouvent une kyrielle de cadeaux pour eux. Le couple se révèle être non pas le Père Noël et sa femme, mais la fille aînée de l'hôte, perdue de vue depuis longtemps, et son mari.
La Mère-Noël est ensuite mentionnée dans les pages du Yale Literary Magazine en 1851. L'auteur (étudiant publié sous le pseudonyme «AB») raconte l'apparition du Père Noël lors d'une fête de Noël, et suggère que sa femme l'aide dans son travail.
Dans le roman comique Le métropolite (1864) de Robert Saint-Clar, elle apparaît dans le rêve d'une femme, portant de hautes bottes, des jupons courts et rouges, et un grand chapeau de paille, et apportant à la femme une large sélection de parures.
Une allusion à la Mère-Noël apparaît également dans le livre pour enfants Lill in Santa Claus Land and Other Stories, écrit par Ellis Towne, Sophie mai et Ella Farman, et publié à Boston en 1878. Dans l'histoire, Lill décrit sa visite imaginaire au bureau du Père Noël et se demande si la dame écrivant à son bureau est la Mère-Noël.
Comme dans Le métropolite, la Mère-Noël apparaît dans un rêve de l'auteur CE Gardner dans son article Un Hickory Retour-Log dans le magazine Good Housekeeping (1887), avec une description encore plus détaillée de sa tenue. Elle porte une longue cape de couleur vive, ample et simple. Son visage y est décrit comme « vif et nerveux, mais bienveillant. » Elle aide Gardner, architecte, à concevoir la cuisine moderne idéale ; plan qu’il relate dans son article.
Mais c’est l’écrivaine Katharine Lee Bates qui a popularisé la figure de la Mère-Noël, à travers son poème Goody Santa Claus on a Sleigh Ride (1889). Goody est l'abréviation de Goodwife, l’équivalent de « Miss » ou « Mrs » aujourd’hui, qui signifie Madame. Le titre du poème est donc traduisible par « Madame Père Noël sur un traîneau ».
Dans le poème de Bates, la Mère-Noël déplore que seul son mari soit glorifié, tandis qu’elle ne reçoit aucune reconnaissance malgré son travail acharné dans la confection des cadeaux. Elle refuse de se considérer comme femme au foyer et supplie son mari de l’emmener avec lui sur son traîneau pour distribuer les cadeaux aux enfants. Le Père-Noël accepte qu’elle l’accompagne mais est réticent à l’idée de la laisser elle-même déposer les présents dans les maisons. Finalement il accepte, et la Mère-Noël descend une cheminée pour réparer les chaussons d'un pauvre enfant et le remplir de cadeaux. Une fois la tâche terminée, les amants retournent à leur domicile; Mère-Noël est heureuse d’avoir exercé sa propre volonté et sa douceur.

## Télévision et cinéma
La Mère Noël a joué un rôle majeur dans plusieurs des promos de Noël de Rankin/Bass, une société de production américaine. Dans Santa Claus Is Comin' to Town (en) (1970), elle est présentée comme une enseignante du nom de Jessica, qui rencontre le Père Noël (alors connu comme Kris Kringle) lorsqu’il est encore jeune. À cette époque, il livre illégalement des jouets dans une ville dirigée par un despote. Elle décide de l'assister et ils tombent rapidement amoureux.
Dans The Year Without a Santa Claus (en), diffusé en 1974 (il y a aussi eu un remake en 2006), le Père-Noël a le sentiment que personne ne croit plus en lui, il pense que personne ne l’apprécie et veut rester chez lui pour Noël. La Mère Noël tente de lui montrer qu'il y a encore un certain esprit de Noël dans le monde. La Mère-Noël a fait des apparitions dans plusieurs autres promos Rankin/Bass. Dans Rudolph the Red-Nosed Reindeer (en) (1964) par exemple, elle harcèle son mari pour qu’il mange et ne devienne pas un Père-Noël maigre.
La Mère Noël apparaît également dans une comédie musicale télévisée, Maman Noël (en) (1996), jouée par Angela Lansbury. Délaissée par son mari, elle se rend à New York en 1910, et s’implique dans l'action pour les droits des femmes et contre le travail des enfants dans la fabrication de jouets.
Une des apparitions à la télévision les plus insolites de la Mère-Noël est dans un épisode spécial Noël de Billy et Mandy, aventuriers de l'au-delà. Dans cette histoire, elle se révèle être un vampire puissant qui, furieuse que le Père Noël lui laisse la plupart du travail, le transforme lui aussi en un vampire. Elle a ensuite l’idée d’essayer de conquérir le monde avant que Billy les réconcilie. Autre apparition insolite : dans un épisode de Robot Chicken spécial Noël qui parodie Dragon Ball Z, elle gagne des pouvoirs de la radiation du Pôle Nord, et devient un monstre géant que Goku, Gohan, et Rudolph doivent détruire.
Dans Joyeux Noël, Charlie Brown !, la sœur de Charlie Brown écrit au Père Noël et demande: « Comment va votre femme ? ». Dans le téléfilm suivant, C’est encore Noël, Charlie Brown, elle écrit à la femme du Père Noël elle-même, et, quand Charlie Brown observe que certains l'appellent « Mary Christmas » (calembour sur « Merry Christmas » signifiant « Joyeux Noël »), Sally la félicite sur le choix de garder son propre nom de famille.
La Mère Noël apparaît dans A Chipmunk Christmas, où elle achète à Alvin un harmonica après qu'il a donné le sien à un garçon malade. Son identité n’est pas révélée jusqu'à la fin, quand le Père Noël retourne à la maison et qu’elle est là pour l'accueillir.
La société Boost Mobile (en) a créé une certaine controverse avec une publicité mettant en vedette la Mère-Noël dans son lit avec un bonhomme de neige. Une version a été brièvement diffusée tard le soir à la télévision, tandis que deux autres versions ont été mises en ligne. De nombreuses chaînes de télévision comme Fox News et CNN ont par la suite commenté cette publicité.
Au cinéma, la mère Noël apparaît dans les films suivants :
- Frère Noël (Fred Claus, 2007) - interprétée par Kathy Bates
- Santa et Cie (2017) - interprétée par Audrey Tautou

## Musique
En contraste avec son image stéréotypée, la Mère Noël a parfois été dépeinte comme une femme qui s’ennuie dans sa relation avec le Père Noël. C’est le cas dans la chanson Surabaya-Santa Songs de la comédie musicale de Jason Robert Brown Song for a New World, ou encore dans la chanson des Oszkars' off-color Mrs. Claus has a Headache Again (« Mère Noël a de nouveau la migraine »).
En 1987, George Jones et Tammy Wynette enregistrent Mr and Mrs Santa Claus, une chanson d’amour où ils interprètent respectivement le Père-Noël et sa femme. Bob Rivers a également enregistré une parodie du classique Me and Mrs. Jones, intitulé Moi et Mme Claus sur son album 2002 White Trash Noël. Bob Ricci aussi a enregistré une parodie du hit pop Stacy’s Mom, intitulée Mme Claus (2003).
Pour ce qui est des chansons françaises, le personnage apparaît dans Mère Noël de Pierre Perret (1972), ou encore dans La Mère Noël des Bérurier Noir sur l'album Concerto pour Détraqués (1985). Dans La fille du Père Noël de Jacques Dutronc (1966), on apprend qu'elle a eu une fille avec le Père Noël, qu'ils l'auraient appelé Marie-Noël et que cette dernière aurait eu un flirt avec le fils du Père Fouettard : Jean Balthazar.